# 레페 (이탈리아)

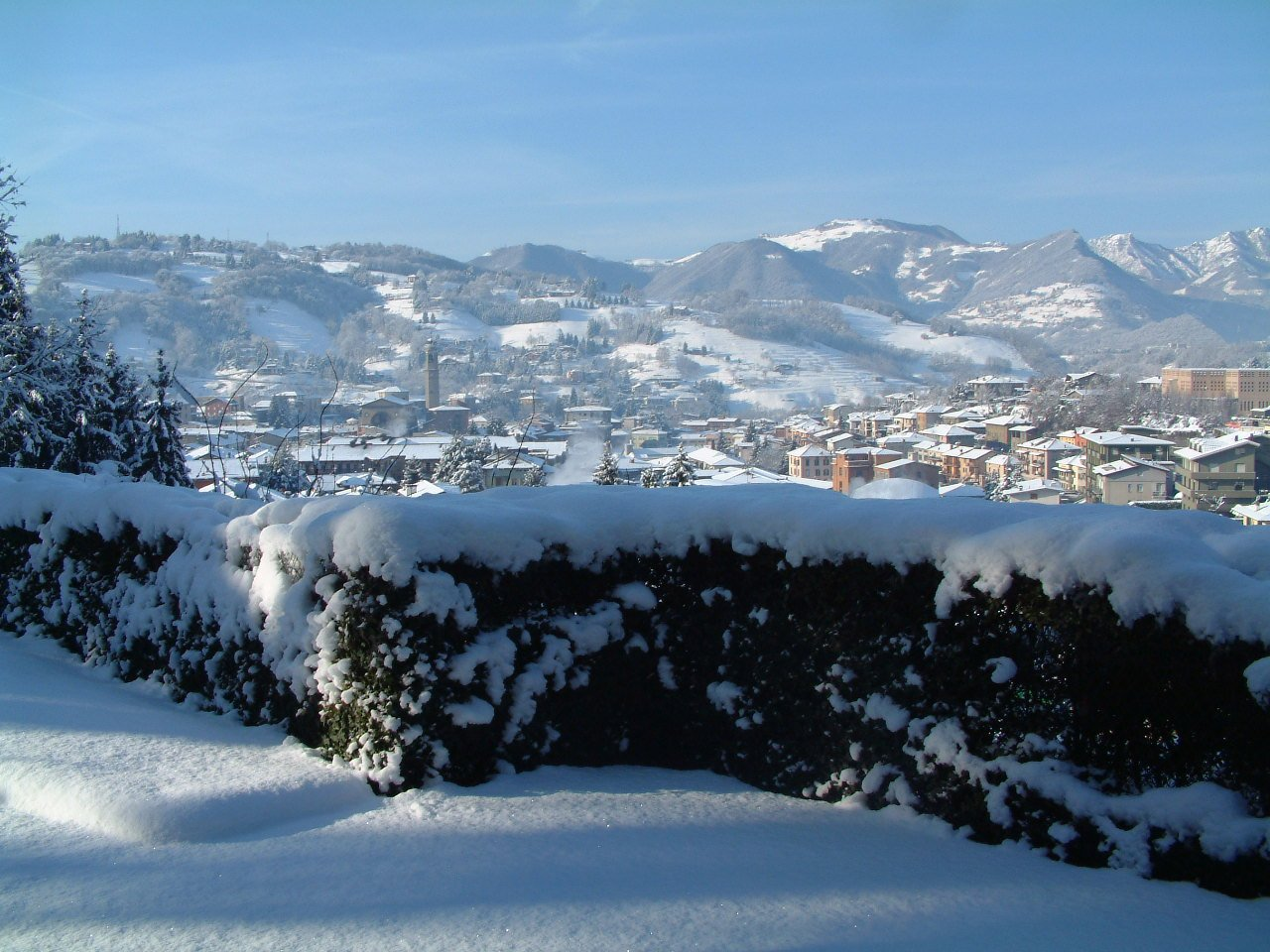

레페(Leffe)는 이탈리아 롬바르디아주의 도시이다.